# Lijst van burgemeesters van Rhoon
Dit is een lijst van burgemeesters van de voormalige Nederlandse gemeente Rhoon (ook wel Rhoon en Pendrecht) tot die gemeente op 1 januari 1985 opging in de nieuwe gemeente Albrandswaard.
| Ambtsperiode | Naam burgemeester                      | Partij of stroming | Bijzonderheden                                                          |
| ------------ | -------------------------------------- | ------------------ | ----------------------------------------------------------------------- |
| 1818 - 1844  | Mattheus Marinus Schepman              |                    | eerst schout, tevens schout/maire/burgemeester van Piershil (1804-1844) |
| 1844 - 1867  | Anthony Marius Hendrik Schepman        |                    |                                                                         |
| 1867 - 1871  | Frédéric van Citters                   |                    | later burgemeester van Bodegraven en Delfshaven                         |
| 1871 - 1877  | Pieter Hendrik Crans                   |                    | later burgemeester van Oud-Beijerland                                   |
| 1877 - 1894  | J.F.L. Schröder                        |                    |                                                                         |
| 1894 - 1915  | Gerlacus Eli Cornelis (G.E.C.) Ribbius |                    |                                                                         |
| 1915 - 1952  | Jan Cornelis (J.C.) van Es             |                    |                                                                         |
| 1952 - 1959  | Gijsbert (G.) Verheul                  | CHU                | eerder burgemeester van Koudekerk aan den Rijn                          |
| 1959 - 1961  | -                                      |                    | loco-burgemeester Jacob (J.) Polak nam functie van burgemeester waar    |
| 1961 - 1975  | Jan (J.) Bos                           | CHU                | later burgemeester van Woerden                                          |
| 1976 - 1985  | Han (J.E.) Temminck                    | VVD                | later burgemeester van Albrandswaard                                    |